# التا، نروژ
التا (به لاتین: Alta) یک سکونتگاه مسکونی در نروژ است که در فینمارک واقع شده‌است.

## خصوصیات
التا ۳٬۸۴۹٫۵۹ کیلومترمربع مساحت و ۱۹٬۸۲۲ نفر جمعیت دارد.

## جستارهای وابسته

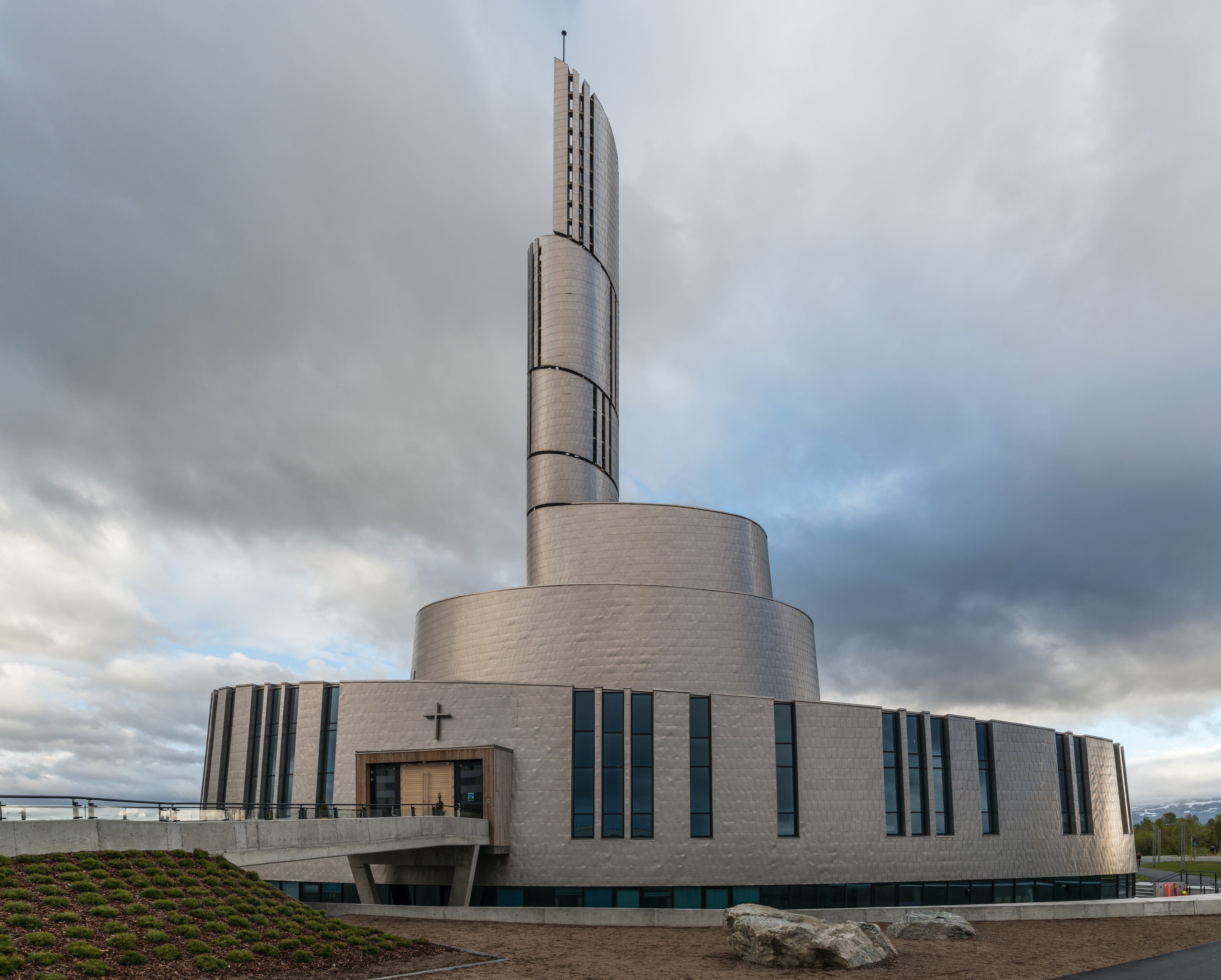
کلیسای جامع شفق شمالی یک کلیسای منطقه‌ای درشهرستان ترومس اوگ فینمارک و در آلتا نروژ است. این کلیسا در بخش مرکزی شهر آلتا واقع شده‌است. این کلیسای اصلی کلیسای آلتا و همچنین مقر اسقف نورد هالوگالند است. کلیسای مدرن به سبک دایره‌ای در سال ۲۰۱۳ توسط شرکت لینک آرتیکتور طراحی شده‌است. این کلیسا حدود ۳۵۰ نفر گنجایش دارد. قبل از افتتاح این کلیسا، کلیسای اصلی شهر کلیسای تاریخی آلتا بود.